# NGC 3176
NGC 3176 је спирална галаксија у сазвежђу Хидра која се налази на NGC листи објеката дубоког неба.
Деклинација објекта је - 20° 0' 45" а ректасцензија 10h 14m 52,1s. Привидна величина (магнитуда) објекта NGC 3176 износи 14,4 а фотографска магнитуда 15,0. NGC 3176 је још познат и под ознакама ESO 567-29, PGC 29907.